# St. Wenzel (Harrachov)

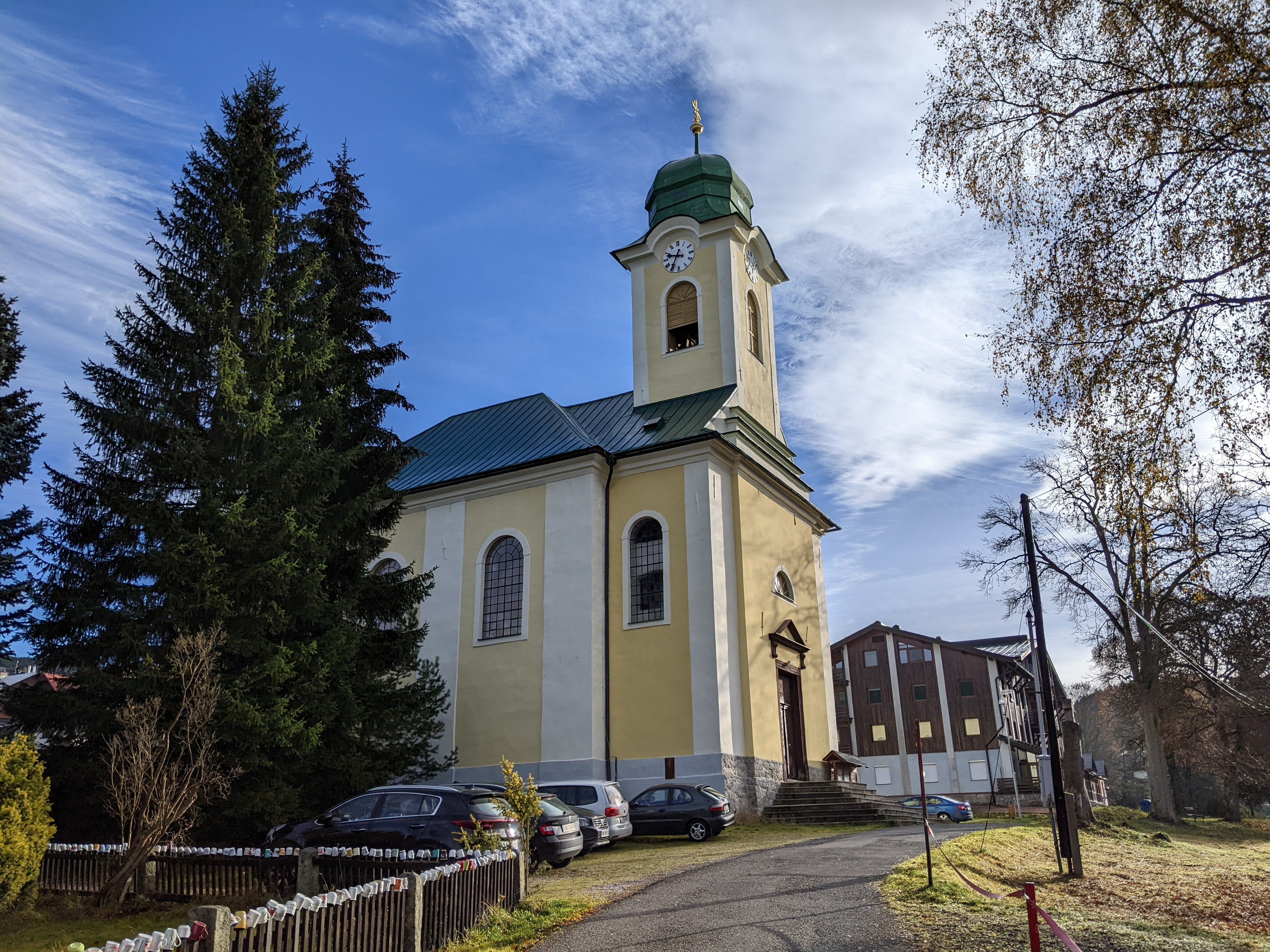
St. Wenzel in Harrachov

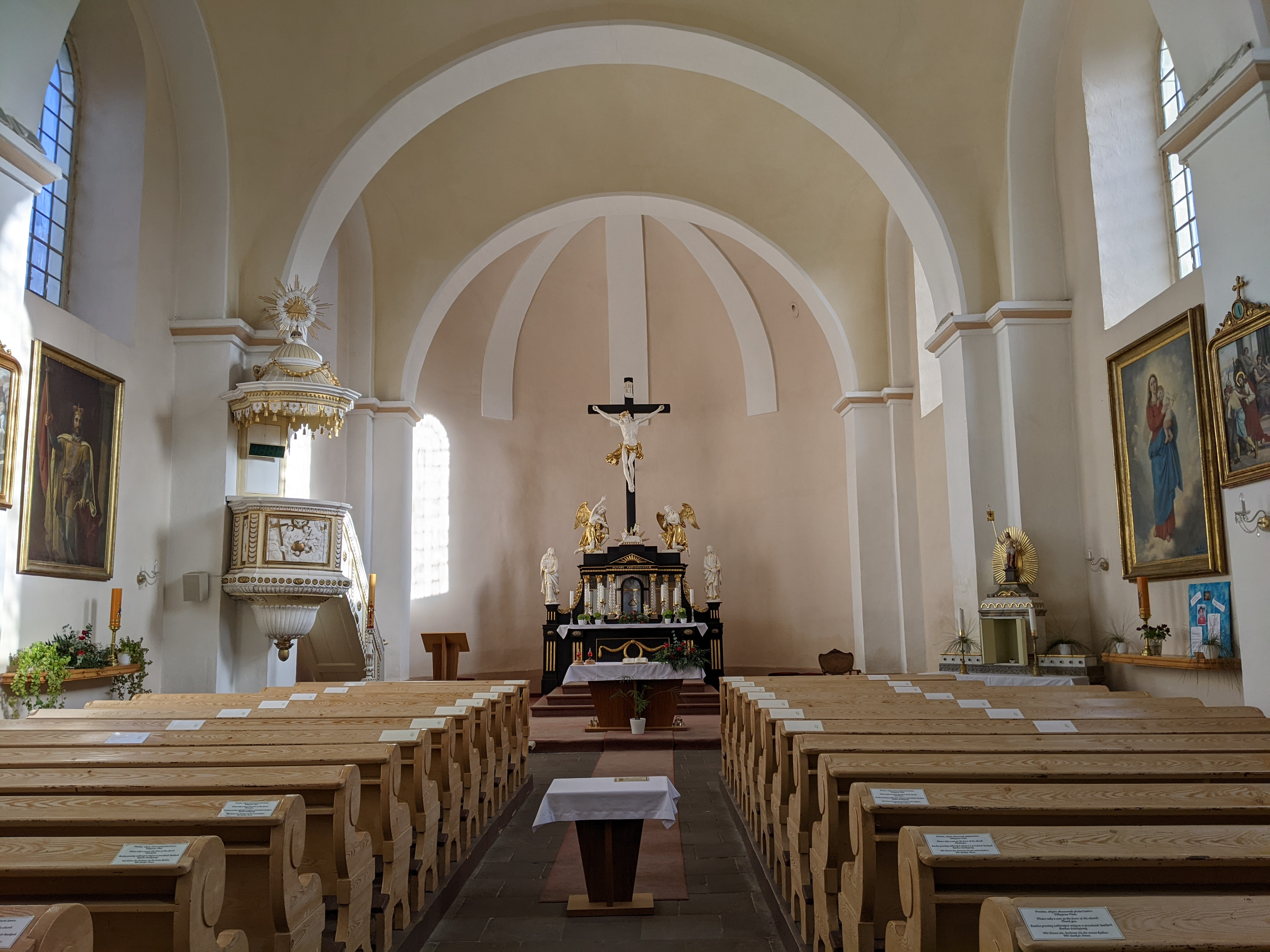
Innenansicht

St. Wenzel ist eine römisch-katholische Pfarrkirche in Harrachov (deutsch Harrachsdorf) im Okres Jablonec nad Nisou in Tschechien. Das Kirchenpatronat wurde dem Landesheiligen Wenzel von Böhmen gewidmet.

## Geschichte
Im Jahre 1788 wurde auf Kosten des böhmischen Landesherrn Joseph II. mit Hofdekret vom 27. Februar 1782 geschaffenen Religionsfonds eine Holzkirche errichtet. In den Jahren 1822–1824 entstand an der gleichen Stelle ein neues, steinernes Gotteshaus. 1825–1826 wurde die Orgel eingebaut, und am 17. August 1828 wurde des Gotteshaus eingeweiht. 1839 schlug ein Blitz ein, ohne zu zünden; 1859 wurde die Turmuhr eingebaut. 1850 riss ein Sturm Knopf und Kreuz vom Turm. Eine Erweiterung des Friedhofs erfolgte 1854. Die Kirche gehörte zum Vikariat Hohenelbe.

## Bauwerk
Die Kirche auf einer Anhöhe besteht aus dem in den Bau einbezogenen Turm mit Haubendach, dem Schiff sowie dem Chor, dessen Dach ein Dachreiter krönt. Das Schiff hat je drei, der Chor zwei oben halbrunde Fenster. Im Innern sind der Hochaltar mit dem Tabernakel und die seitlichen Säulen aus Glas bemerkenswert. Darüber erhebt sich ein hohes Kruzifix. Der oben im Halbkreis gewölbte Triumphbogen schließt den gewölbten, fensterlosen Altarraum halbrund ab. Auch das Schiff ist gewölbt. Auf der rechten Seite steht der Marienaltar, links gegenüber befindet sich die Kanzel, die aus der alten Kirche stammt. Ein kostbarer Glasluster hängt von der Decke herab. Ebenfalls erwähnenswert sind das Bild der Maria mit dem Kind vom Kunstmaler August Frind aus Schönlinde und ein Bild des Schmerzensmanns von Josef Enge mit einer lateinischen Schrifttafel.